# Pseudoxyrhopus heterurus
Pseudoxyrhopus heterurus är en ormart som beskrevs av Jan 1863. Pseudoxyrhopus heterurus ingår i släktet Pseudoxyrhopus och familjen snokar. Inga underarter finns listade i Catalogue of Life.
Denna orm förekommer med två från varandra skilda populationer på nordöstra respektive sydöstra Madagaskar. Arten lever främst i låglandet i regnskogar och den besöker angränsande buskskogar. Individerna är nattaktiva och de vistas främst på marken. Honor lägger ägg.
Beståndet hotas av skogsröjningar och svedjebruk. Hela populationen antas fortfarande vara stor. IUCN kategoriserar arten globalt som livskraftig.